# نشيد دوري أبطال أوروبا
نشيد دوري أبطال أوروبا (بالإنجليزية: UEFA Champions League Anthem)‏ هو النشيد الرسمي المستخدم في مباريات دوري ابطال أوروبا. تم تأليفه بوساطة الملحن الإنجليزي توني بريتن عام 1992 مقتبسا من أشعار جورج فريدريك هاندل «الكاهن الصادق» من أناشيد التتويج.
وتم غناء الأغنية في الأوركسترا الملكية في لندن بواسطة أكاديمية سان مارتن، وتم غنائها بثلاث لغات وهي: الإنجليزية،الفرنسية والألمانية ومدتها 3 دقائق.
يُعزف النشيد قبل بداية كل مباراة دوري أبطال أوروبا، بالإضافة إلى بداية ونهاية البث التلفزيوني للمباريات.

## نص النشيد
| النص الأصلي | الترجمة العربية |
| --- | --- |
| Ceux sont les meilleurs equipes Es sind die aller besten Mannschaften the main event Die Meister... die Besten... les meilleurs equipes the champions Une grande réunion Eine grosse stattliche Veranstaltung the main event Ils Sont Les meilleurs Sie sind die Besten These are the champions Die Meister .. Die Besten .. Les Grandes Équipes .. The Champions | تلك هي أفضل الفرق هم أفضل الفرق جميعا الحدث الرئيسي الأساتذة. الأفضل. أفضل الفرق الأبطال الاجتماع الكبير الحدث الكبير والفخم الحدث الرئيسي إنهم الأفضل هم الأعلى هؤلاء هم الأبطال الأساتذة. الأفضل. أفضل الفرق. الأبطال |

## الاستخدام
يتم عزف جوقة النشيد قبل كل مباراة في دوري أبطال أوروبا عندما يصطف الفريقان، وكذلك في بداية ونهاية البث التلفزيوني للمباريات، وعندما يرفع الفريق الفائز الكأس بعد المباراة النهائية. تم تنفيذ إصدارات صوتية خاصة مباشرة في نهائي دوري أبطال أوروبا مع كلمات بلغات أخرى، وتغيرت إلى لغة البلد المضيف للجوقة. تم تنفيذ هذه الإصدارات من قبل أندريا بوتشيلي (الإيطالية) (روما 2009، ميلان 2016 وكارديف 2017)، خوان دييغو فلوريس (الإسبانية) (مدريد 2010)، جميع الملائكة All Angels (ويمبلي 2011)، جوناس كوفمان وديفيد غاريت (ميونخ 2012)، ماريزا (لشبونة 2014.
على عكس المؤدين النهائيين السابقين، غنت ماريزا غناء النشيد الرئيسي)، ونينا ماريا فيشر ومانويل جوميز رويز (برلين 2015). في نهائي 2013 على ملعب ويمبلي، غنت الجوقة مرتين. في نهائيات 2018 و 2019، التي عقدت في كييف ومدريد على التوالي، تم لعب النسخة المميزة من الجوقة، بواسطة 2تشيلوز (2018) و Asturia Girls (2019). [9] [10]
يبلغ طول النشيد الكامل حوالي ثلاث دقائق، وله آيتان قصيرتان وجوقة. بالإضافة إلى النشيد، هناك أيضًا موسيقى مدخل تحتوي على أجزاء من النشيد نفسه والتي يتم عزفها عندما تدخل الفرق إلى الميدان. تم إصدار النشيد تجاريا في نسخته الأصلية على iTunes و Spotify بعنوان Theme Champions League Theme. يمكن سماع أكاديمية سانت مارتن في جوقة الحقول في الغناء قطعة مؤثرة «صادوق الكاهن» في ألبوم 2002 أناشيد كرة القدم العالمية. في عام 2018، قام الملحن هانز زيمر بإعادة تشكيل النشيد مع مغني الراب فينس ستيبلز للعبة فيديو FIFA 19 من EA Sports ، مع ظهوره أيضًا في المقطع الدعائي للعبة. [13